# Went (herb szlachecki)

Herb

Went (Wendt) – polski herb szlachecki z nobilitacji.

## Opis herbu
Opis z wykorzystaniem zasad blazonowania, zaproponowanych przez Alfreda Znamierowskiego:
W polu czerwonym korona złota, z której wyrastają dwa skrzydła orle srebrne, między którymi gwiazda złota.
Klejnot ramię zbrojne, między skrzydłami orlimi jak w godle.
Labry czerwone, podbite srebrem.

## Najwcześniejsze wzmianki
Nadany 10 kwietnia 1590 Grzegorzowi Wendtowi, generalnemu prokuratorowi skarbu królewskiego w Prusach i jego bratu, Walentemu.

## Herbowni
Tadeusz Gajl wymienia dwa rody herbowne uprawnione do używania tego herbu:
Sienkiewicz, Went (Węda, Wenda, Wendt).